# Dreaming Lhasa
Dreaming Lhasa (Tibetaans: lha sa'i mi lam) is een Indiaas-Britse film uit 2005, gemaakt door documentairemakers Ritu Sarin en Tenzin Sönam. De film was een van de eerste die inspeelde op het leven van Tibetaanse vluchtelingen in India.

## Verhaal
Karma, een jonge Tibetaanse vrouw uit New York, komt naar Dharamsala, het hoofdkwartier van dalai lama Tenzin Gyatso in India. Ze is op zoek naar haar afkomst. Hier maakt ze een documentairefilm over voormalige politieke gevangenen die zijn ontsnapt uit Tibet. Een van de mensen die ze interviewt is de net gearriveerde Dhondup. Hij vertelt haar dat zijn stervende moeder hem had laten beloven een oude juwelendoos af te leveren bij een gevluchte Tibetaan genaamd Loga. Hij vraagt Karma om hulp bij het vinden van Loga.
Al snel blijkt dat Loga een voormalige vrijheidsstrijder is, getraind door de CIA, maar dat hij al 15 jaar vermist wordt. Men vermoedt dat hij is overleden, maar Karma en Dhondup zijn daar niet zo zeker van. Samen onderzoeken ze de mysterieuze omstandigheden rondom Loga’s verdwijning. Karma voelt zich steeds meer aangetrokken tot Dhondup terwijl ze betrokken raakt bij zijn zoektocht. Samen verkennen ze onder andere de gemeenschap van verbannen en gevluchte Tibetanen.

## Rolverdeling
| Acteur                      | Personage |
| --------------------------- | --------- |
| Tenzin Chokyi Gyatso        | Karma     |
| Tenzin Jigme                | Jigme     |
| Jampa Kälsang               | Dhondup   |
| Phuntsok Namgyal Dumkhang   |           |
| Tsering Topgyal Phurpatsang |           |
| Tenzin Wangdrak             |           |

## Achtergrond

### Productie
Daar er geen filmindustrie bestond binnen de Tibetaanse gemeenschap in India, werd de film vrijwel geheel gemaakt met een ploeg van onervaren mensen. Alleen Jampa Kälsang, die de rol van Dhondup speelt, had reeds ervaring met acteren. De rest van de acteurs werd gekozen middels een oproep via aan Tibet gerelateerde webpagina's, en door middel van audities in Dharamsala, India. Hier werd de film tevens grotendeels opgenomen. Tenzin Chokyi Gyatso, die de rol van Karma speelt, werkte normaal bij een bank in een voorstad van Washington D.C.. Terwijl Tenzin Jigme, de derde hoofdacteur uit de film, in het dagelijks leven een muzikant is en lid van de Tibetaanse rockband JI Exile Brothers. De technische crew bestond vooral uit Indiërs.

### Uitgave
De film ging in première op het internationaal filmfestival van Toronto. Daarna werd de film op nog eens 30 filmfestivals wereldwijd vertoond, waaronder het internationaal filmfestival van San Sebastian. De distributeur van de film, First Run Features, vertoonde de film ook in enkele bioscopen in onder andere de Verenigde Staten, Zwitserland en Nederland.
Op 18 september 2007 verscheen de film op dvd.

### Andere informatie
Jeremy Thomas, de Britse producer van The Last Emperor en andere films van regisseur Bernardo Bertolucci, was de primaire uitvoerend producer van Dreaming Lhasa. Tibet-supporter Richard Gere was ook een van de uitvoerende producers.
Andy Spence, de componist van de filmmuziek, is de oprichter van de Britse popgroep New Young Pony Club.